# Bryceland
Bryceland é uma vila localizada no estado americano de Luisiana, na Paróquia de Bienville.

## Demografia
Segundo o censo americano de 2000, a sua população era de 114 habitantes. 
Em 2006, foi estimada uma população de 111, um decréscimo de 3 (-2.6%).

## Geografia
De acordo com o United States Census Bureau tem uma área de 
6,0 km², dos quais 6,0 km² cobertos por terra e 0,0 km² cobertos por água. Bryceland localiza-se a aproximadamente 114 m acima do nível do mar.

## Localidades na vizinhança
O diagrama seguinte representa as localidades num raio de 24 km ao redor de Bryceland. 